# Урвань (Нижньогородська область)
Урвань (рос. Урвань) — присілок у складі Ардатовського району Нижньогородської області. Входить до складу робітничого селища Ардатов. Входило до складу скасованої Котовської сільської ради.

## Географія
Розташоване за 9 км на північний захід від робітничого поселення Ардатов.
Село стоїть на правому берету річки Ужовка. На північно-східному краю села - озеро. За 1 км від села з усіх боків, крім південно-східного, ростуть листяні ліси.

## Населення
| 1999 | 2002 | 2010 |
| ---- | ---- | ---- |
| 49   | ↘43  | ↘19  |